# Bewsia
Bewsia là một chi thực vật có hoa trong họ Hòa thảo (Poaceae).

## Loài
Chi Bewsia gồm các loài: